# FLASH (写真週刊誌)
『FLASH』（フラッシュ）は、光文社発行の写真週刊誌。毎週火曜日発売（合併号を除く）。創刊は1986年11月4日。

## 概要
1986年の創刊当初は「きちんと喜ぶ」、「きちんと怒る」、「きちんと哀しむ」、「きちんと楽しむ」といったキャッチコピーを掲げ、萩原健一をイメージキャラクターに起用。当時の創刊を告知したテレビスポットCMでは、萩原が上述のコピーに加え「わたしは、この手の雑誌に、きちんとしてほしい」と語りかけていた。
2000年春、電子書籍販売サイト「Bitway-books」でインターネットの事業展開を開始。2005年から表紙デザインを一新しイメージチェンジを図る。『FLASH』のロゴをポップなものに変え、担当の写真家を篠山紀信から松田忠雄へと変更した。
公式のマスコットキャラクターは「写写丸（しゃしゃまる）」。ちなみに2000年には、写写丸も登場するパズルゲーム「FLASH 恋人クン」がワンダースワン用ソフトとして発売されている。
以前は記事・グラビアでは、30歳未満の女性タレントを「クン」（30歳以上は「サン」）付け表記がされていたが、2022年現在はそのような表記はされていない。

## FLASH EXCITING
年6回不定期に発売された増刊号『FLASH EXCITING』（フラッシュ・エキサイティング）は、2000年代に入り、コラムや発掘写真など内容の濃さで人気を博した。しかし、他社がこぞって「EX系雑誌」と呼ばれる類似誌を発行するようになったことでシェア拡大が困難となり、2008年に休刊となった。

## FLASH スペシャル
『FLASH EXCITING』の別系統の増刊号『FLASHスペシャル』も2008年1月から不定期に発売。
『FLASH増刊号』『FLASHスペシャル グラビアBEST』『FLASH+』などと誌名を変えることもある。
また、2011年以降の表紙または巻頭はAKB48グループ、坂道シリーズのメンバーが飾っていたが、2021年10月10日増刊号ではグラビアアイドルの沢口愛華が飾り、以降はAKB48グループ、坂道シリーズ以外のグラビアアイドル（菊地姫奈、伊織もえ）が表紙または巻頭を飾ることもある。

## 写写丸
「写写丸」（しゃしゃまる）は、創刊当初から紙面に登場する忍者装束に身を包んだマスコットキャラクター。『FLASH』の各記事の文末に写写丸のマークが入るなどの形が見られる。巻末には「写写丸クイズ」があり、正解者の中から抽選でプレゼントを実施。また近年は、「写写丸世代」と銘打った記事もある。
『FLASH』の記者が「写写丸」の名義で体験取材や突撃取材を行うことがある。

## 誤報・不祥事・発売中止
- 2013年7月30日、8月13日号「テレビ“真夏の暗闘”日テレ24時間テレビvs.フジ27時間テレビCM料金、タレントのギャラ…マル秘原価をスクープ入手!!」と題する記事を掲載した[7]。24時間テレビは、メインパーソナリティの嵐が5000万円で、特別ドラマに主演する大野智は+500万円。チャリティマラソンランナーである森三中・大島美幸は1000万円。チャリティパーソナリティの上戸彩が500万円、総合司会の羽鳥慎一アナが500万円。さらにカラオケメンバーは、加山雄三・谷村新司クラスの大御所が200万円で、そのほかは10 - 100万円としたが、8月16日、日本テレビは毎夏恒例の日本テレビ系『24時間テレビ36　愛は地球を救う』（8月24日、25日放送）で2年連続メインパーソナリティーを務める嵐に対し、一部写真誌で「5000万円」のギャラが支払われていると報じられたことを受け、コメントを発表。「今年もボランティアで務めて頂いております」と全面否定した。同社は「一部報道とは違い、嵐のメンバーにはチャリTシャツのデザインを含め、24時間テレビのメインパーソナリティーを今年もボランティアで務めて頂いております」と説明した[8]。
- 2014年9月8日、9月23日号（この号で通巻1300号を達成するはずだった）が、発売予定前日の8日、一部記事に不備があり発売を中止することにしたと公式サイトで発表した[9][10]。
- 誤報および不祥事の定義に当てはまるかは判断が分かれるが（どちらかといえば飛ばし記事に近い）、批判が殺到した一例として、2020年4月14日号にて「宮迫博之、1kg700円の「セレブ米」こっそり買い溜め」と題した記事[11] がある。記事内容としては「宮迫氏が米8キロ相当を買い占めした」とし、居合わせた客によるコメントとして「お米屋さんで、高級寿司店でも利用される1kg700円ほどの高級米を、8kg以上も買っていました（原文）」であると紹介し、「闇米ならぬセレブ米の買い溜めはさすがに笑えないよ（原文）」と編集者がコメントして記事はまとめられている。

だが、2020年4月1日、宮迫氏のユーチューブチャンネルにてユーチューバーヒカルとともにこれを見た宮迫側は反論。自身が購入した品種は魚沼コシヒカリ などの高級米に分類されるものではなく、一般的な品種とされるあきたこまち を購入したと明言し、購入量も家族構成から考えれば不自然ではないと主張。その過程で編集部へ電話し、記事の事実確認と編集部の見解などの質問を行った。その動画内におけるFLASH編集部の見解にて白い字幕(テロップ)で表示された主なコメントは以下の通りである。
「家族3人で米8Kgは買い占めに当たる」「宮迫氏を中傷する意図はまったくない」「お国のためにFLASH誌を発行しているわけではない」
ただ、両者平行線をたどり、宮迫側は編集部の見解を確認したうえで「記事内容に問題があったとして謝罪してほしい」と主張したが、動画内でのFLASH側は「記事に問題ない」の一点張りであり、編集部による謝罪はなく、議論は平行線のまま通話を終えた。そのため、動画のまとめとして「このような記事を書いている雑誌を信用しないでほしい」とし今回の週刊誌の言動を批判するコメントで終わっている。
動画公開後、SNS上ではFLASHの記事および言動に批判が殺到した。8キロという量は同氏の家族構成から考えると一般的な購入量であり、量を考えれば金額も不自然ではないとSNS上でも指摘された。また、買い占めについても、不要不急の外出を控える状況なため、結果的に購入量が増えることも考慮すべきと擁護されたり、1kg700円という紹介も何を基準にして算出したかは不明なことから、高級米と分類するには無理があると批判された。